# Église San Paolo dentro le Mura
L'église San Paolo dentro le Mura (en anglais : Saint Paul's within the Walls et en français : église Saint-Paul-dans-les-Murs) est une église de culte anglican située dans le rione de Castro Pretorio sur la via Nazionale à Rome.

## Historique
L'église, construite de 1873 à 1880 pour l'Église épiscopale américaine, est la première église non-catholique construite après l'Unification de l'Italie. Le révérend Robert J. Nevin achète les terrains au début des années 1870 pour l'édification d'une église dédiée à la congrégation anglicane des États-Unis dont il confie la réalisation des plans à l'architecte anglais George Edmund Street.  La paroisse est membre de la Convocation des Églises épiscopaliennes en Europe.

## Architecture et décorations
L'église de style néoroman et néogothique possède une façade alternant des briques rouges et des pierres en travertin ainsi qu'une rosace représentant les évangélistes. L'intérieur est à trois nefs. L'église possède des vitraux décrivant la vie des saints.
L'abside centrale est décorée par une mosaïque de Edward Burne-Jones représentant L'Apocalypse selon Saint Jean ainsi que par la présence de personnages anachroniques comme saint André qui a le visage d'Abraham Lincoln, saint Jérôme celui de Giuseppe Garibaldi, ou saint Patrice qui ressemble au général Grant. Le cul-de-four de l’abside est décoré par Christ trônant dans la Jérusalem céleste, une autre mosaïque réalisée par Burne-Jones. La mosaïque représente un Christ en gloire flanqué par les cinq archanges : Uriel tient le soleil ; Michel est une figure glorieuse en armure ; Gabriel porte le lys de l’Annonciation ; Chemuel, l’ange du Sangreal, tient dans sa main gauche la coupe sacrée ; et Zophiel, tient la Lune.

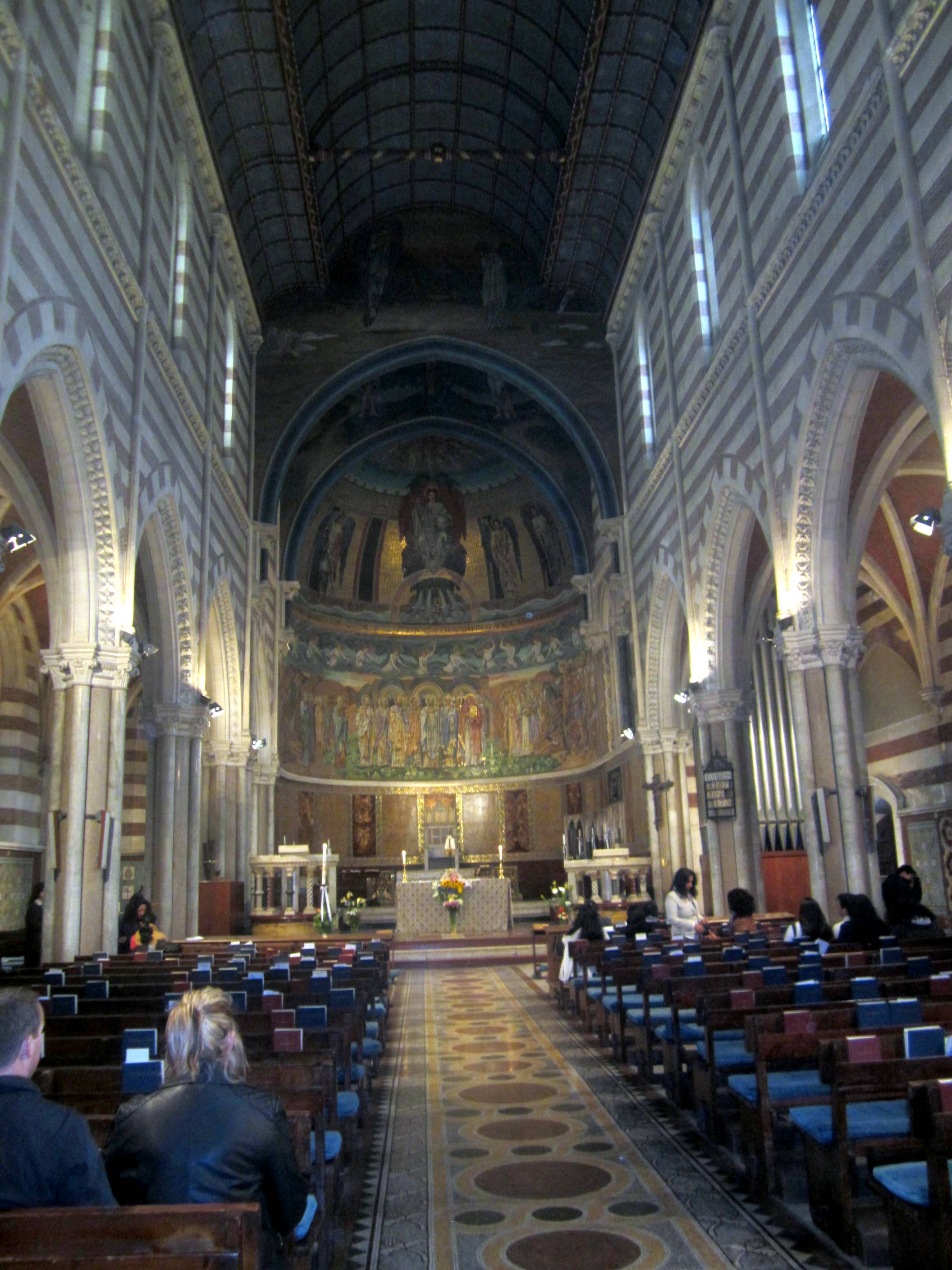
L’intérieur de l’église
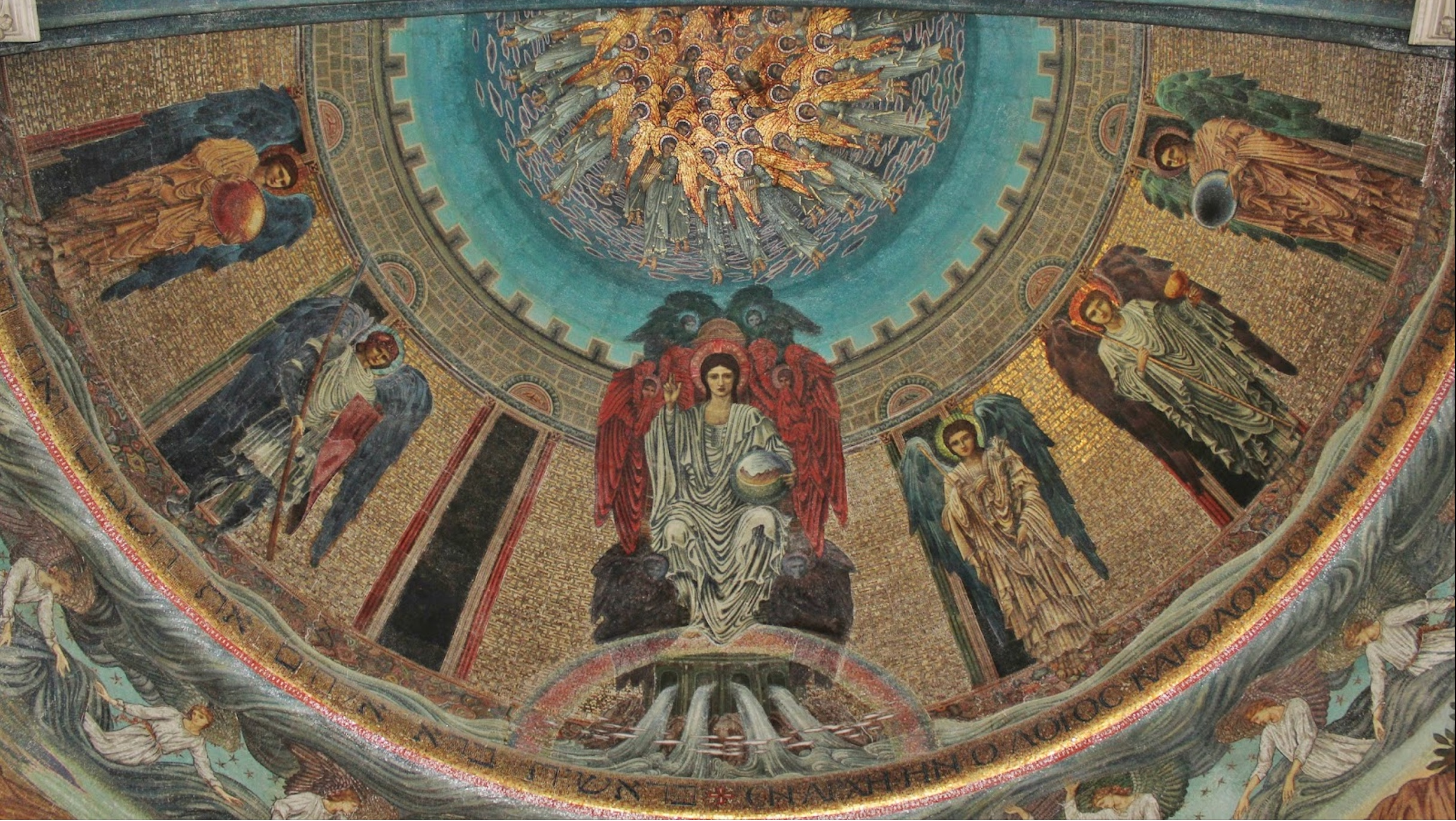
Christ trônant dans la Jérusalem céleste
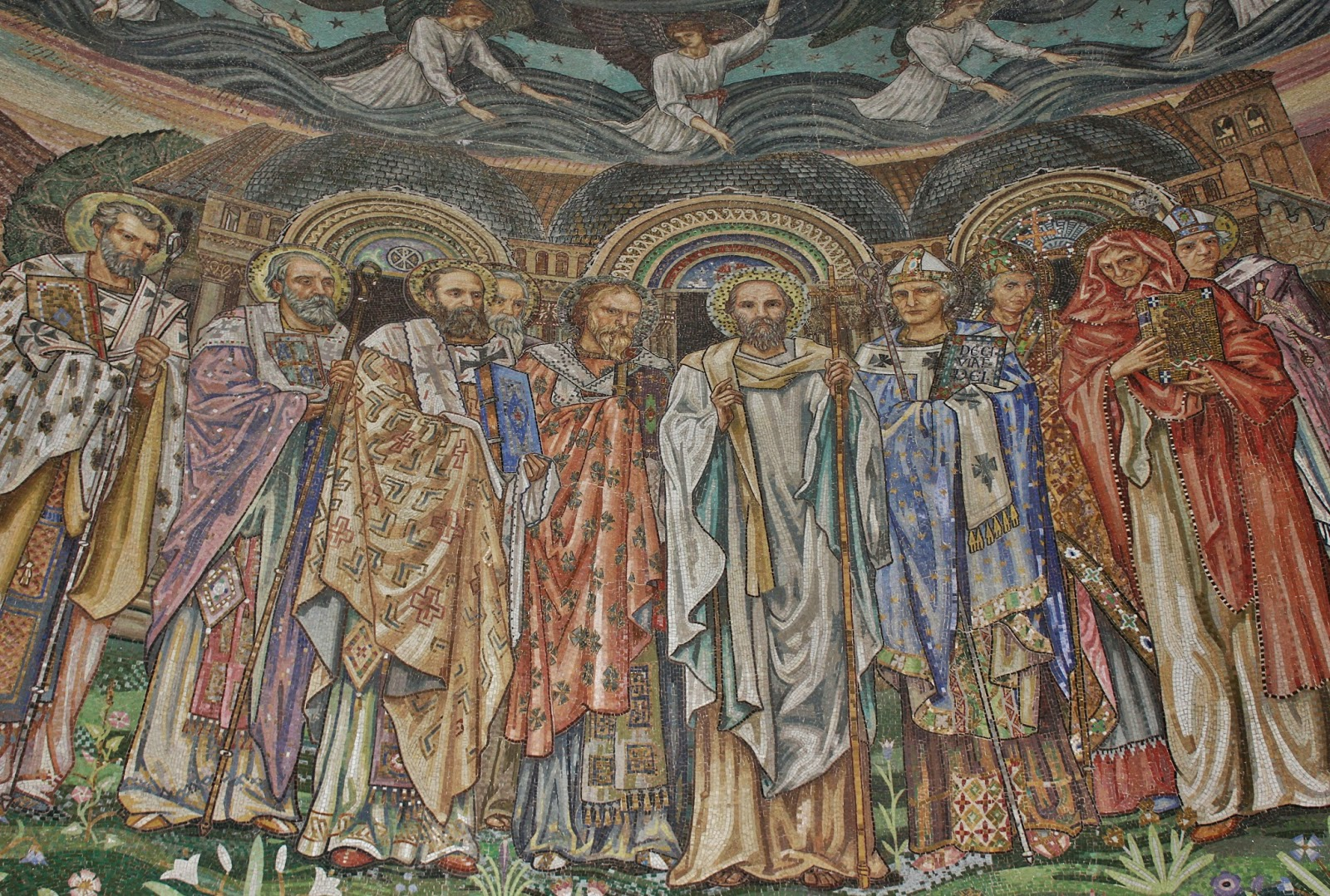
Détail du paradis terrestre
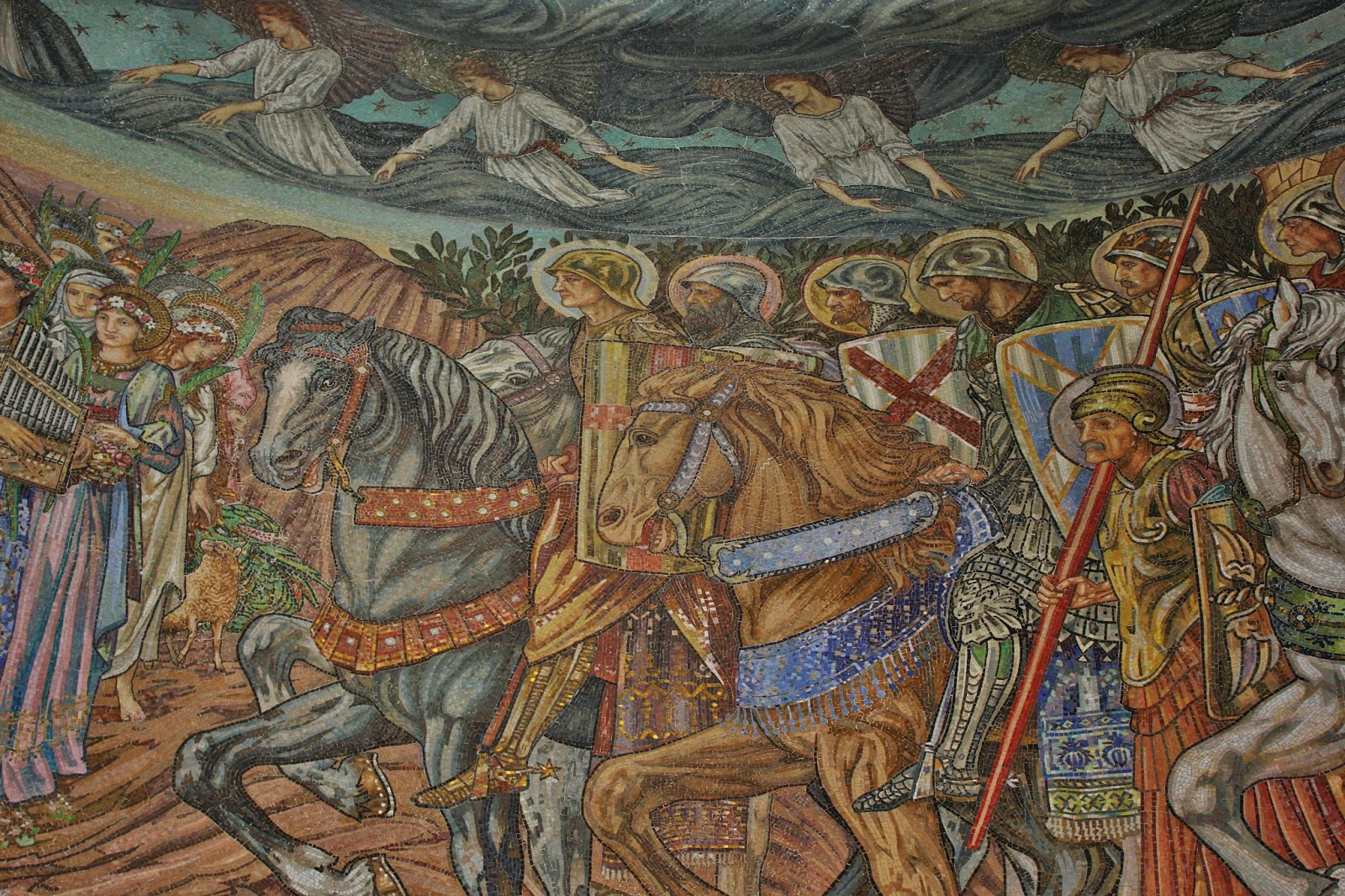
Le Militant de l’Église